# Алле, Аугуст
А́угуст А́лле (эст. August Alle; 31 августа 1890, Феллин, Российская империя — 8 июля 1952[…], Таллин, СССР) — эстонский писатель и поэт, редактор, журналист, советский государственный и партийный деятель.

## Биография
Аугуст Алле родился 31 августа 1890 года в городе Феллине в семье каменотёса. Учился в школах Вильянди и Нарвы. Работал учеником аптекаря на Кубани и в Симбирске. Затем работал домашним учителем в Вильнюсе. В 1915 году сдал экстерном экзамены на аттестат зрелости в Орле. С 1915 по 1918 год учился на медицинском факультете Саратовского университета. Переехал в Эстонию, где работал журналистом и служащим. В 1937 году окончил юридический факультет Тартуского университета, после чего устроился на работу помощником присяжного поверенного.
В 1911 году начал печататься. Первый его сборник стихов «Üksinduse saartele» («На островах одиночества») вышел в 1918 году. В 1921 году он выпустил сборник «Carmina barbata». Аугуст Алле одним из первых среди эстонских писателей откликнулся на революционные события октября 1917 года. Написал ряд сатирических фельетонов, высмеивающих эстонскую буржуазию. В произведениях 1930-х годов разоблачал германский и эстонский фашизм. Во время Великой Отечественный войны писал эпиграммы, стихи и фельетоны, наполненные ненавистью к нацистской Германии.
Входил в литературную группу «Сиуру». После Июньского переворота 1940 года в Эстонии стал советником в Министерстве просвещения, затем секретарём Общества по охране авторских прав, членом оргкомитета Союза эстонских советских писателей и редколлегии журнала «Вийснурк». В 1941 году был заместителем заведующего Управлением по делам искусств при СНК ЭССР. В 1942 году вступил в КПСС. Находясь в тылу во время войны, заведовал сектором печати ЦК Коммунистической партии Эстонии.

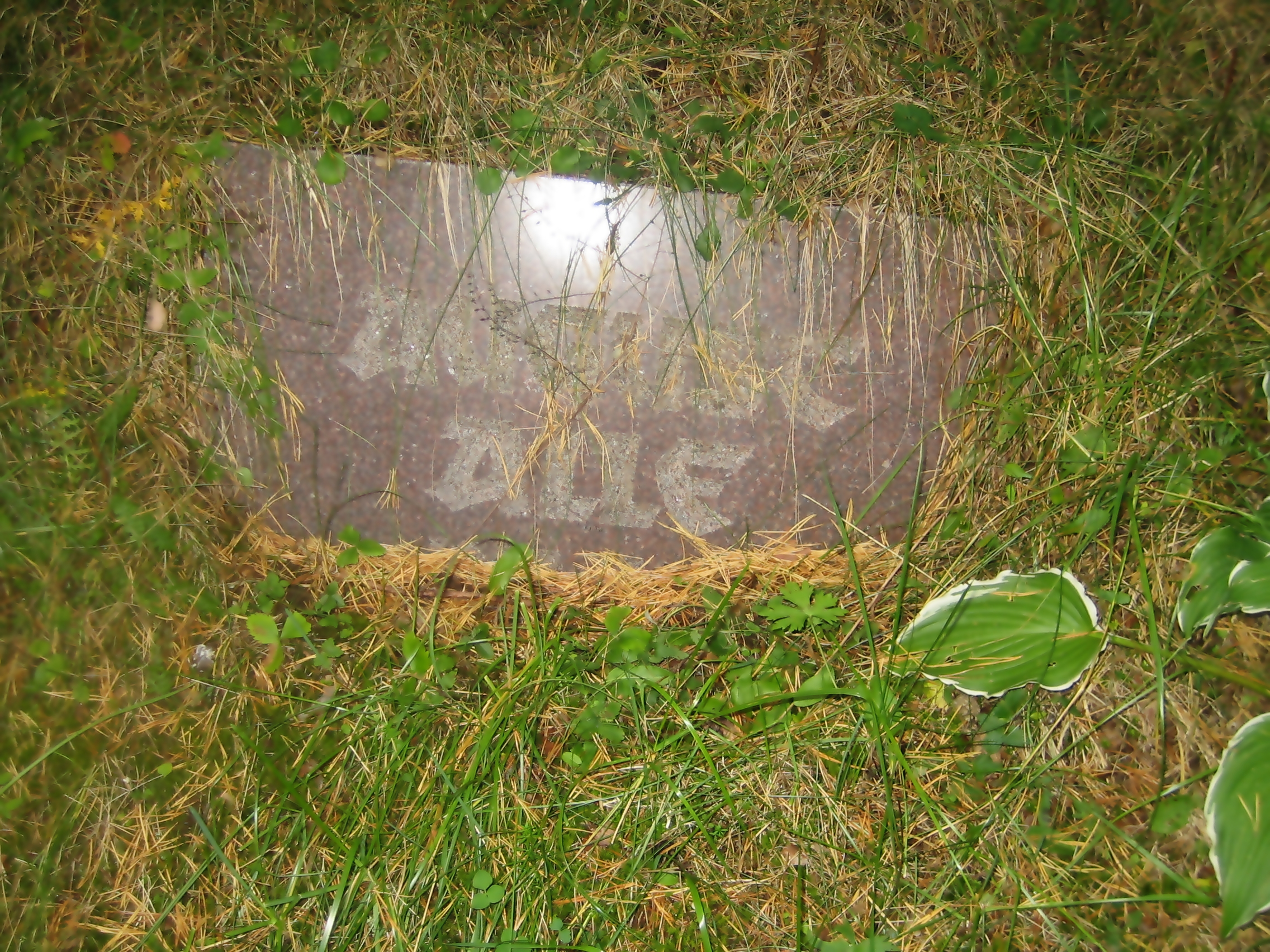
Могила Аугуста Алле

В 1945—1946 годах был заместителем министра юстиции ЭССР. В 1946—1952 годах был главным редактором журнала «Looming».
Скончался 8 июля 1952 года в Таллине. Похоронен на таллинском Лесном кладбище.

## Сочинения

### На эстонском
- Valitud tööd, Tallinn, 1954;
- Luuletused, Tallinn, 1964.

### В русском переводе
- Антология эстонской поэзии, т. 2, М. — Л., 1959;
- Сатира и лирика, Тал., 1960.